# 로켓 연료

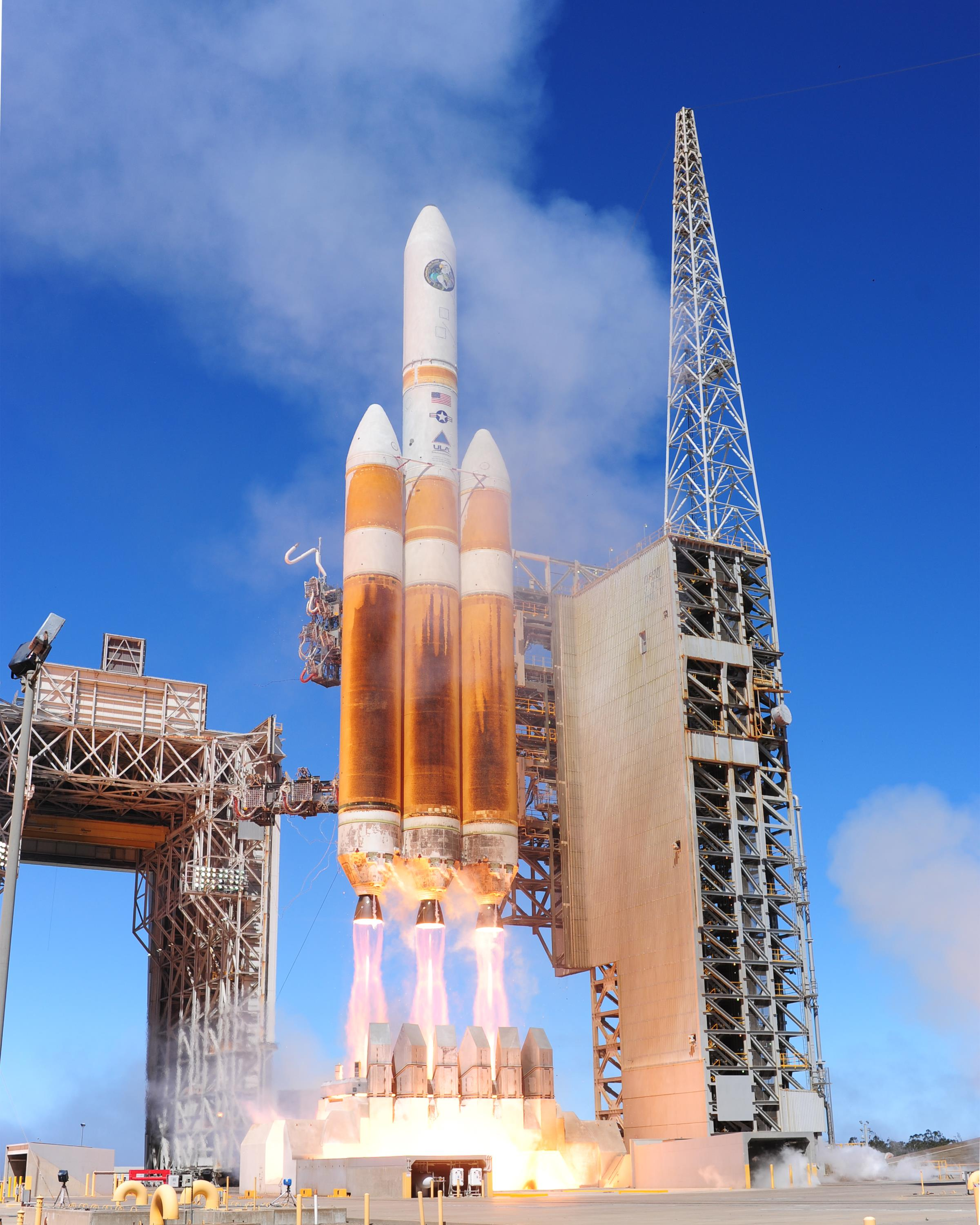
이륙 중인 델타 IV 헤비. 이 로켓은 액체 수소와 액체 산소 추진 연료로 채워져 있다.

로켓 연료( - 燃料) 또는 로켓 추진제( - 推進劑, 영어: rocket propellant)는 로켓 엔진이 추진력을 얻기 위해 소모하고 분사하는 물질을 말한다. 액체연료와 고체연료로 나눌 수 있는데, 최근에 발사된 우주발사체에는 주로 액체 추진제를 사용하고 있다.
대표적인 액체추진제인 LOx/Kerosene은 Liquid Oxygen/Kerosene의 약자로 액체산소/등유이다. LOx/Kerosene 액체연료는 환경에 무해한 연료로 알려져 있다. 러시아는 냉전 기간 동안 액체추진식 ICBM 개발에 집중해서, 이 분야에 강하다.

## 같이 보기
- 분류:로켓 연료
- 항공연료
- 원자력 추진
- 이온 기관